# Раґнар Ольсон
Раґнар Ольсон (швед. Ragnar Olson, 10 серпня 1880 — 10 липня 1955) — шведський вершник.
Срібний призер Олімпійських Ігор 1928 року в командній виїздці, бронзовий призер 1928 року в індивідуальній виїздці.